# 龍訥比 (明尼蘇達州)
龍訥比（英語：Ronneby）是位於美國明尼蘇達州本頓縣梅伍德鎮區的一個普查規定居民點。

## 人口
根據2020年美國人口普查的數據，龍訥比的面積為2.50平方千米，當中陸地面積為2.50平方千米，而水域面積為0.00平方千米。當地共有人口71人，而人口密度為每平方千米28.4人。